# ديفيد ويلسون (لاعب كرة قدم)
ديفيد ويلسون (بالإنجليزية: David Wilson)‏ (1 يناير 1908 في المملكة المتحدة - 22 فبراير 1992 بغلاسكو في المملكة المتحدة) هو لاعب كرة قدم بريطاني (وحمل سابقاً جنسية المملكة المتحدة لبريطانيا العظمى وأيرلندا) في مركز الهجوم. لعب مع هاميلتون أكاديميكال ونادي سترنرير ‏.

## وصلات خارجية
- دايفيد ويلسون على موقع عالم كرة القدم.نت (الإنجليزية)